# Król lew (film 2019)
Król lew (ang. The Lion King) – amerykański film przygodowy produkcji Walt Disney Pictures w reżyserii Jona Favreau. Jest to remake filmu animowanego o tym samym tytule z 1994 roku, który zrealizowany jest tą samą techniką, co Księga dżungli z 2016 roku, przy której pracował również Favreau. Za scenariusz do filmu odpowiedzialny jest Jeff Nathanson.
W rolach głównych głosów użyczyli: Donald Glover, Seth Rogen, Chiwetel Ejiofor, Alfre Woodard, Billy Eichner, John Kani, John Oliver, Beyoncé Knowles-Carter i James Earl Jones.
Światowa premiera Króla Lwa miała miejsce 9 lipca 2019 roku w Los Angeles. W Polsce film zadebiutował 19 lipca tego samego roku. Król lew zarobił przeszło 1,66 miliarda dolarów oraz spotkał się z mieszaną reakcją krytyków. 20 grudnia 2024 odbyła się światowa  premiera kontynuacji filmu - Mufasa: Król lew.

## Fabuła
Gdzieś w wschodnio-południowej Afryce, władca Lwiej Ziemi – lew Mufasa celebruje narodziny swego następcy, syna o imieniu Simba. Na tytuł króla chętny jest także Skaza, młodszy brat Mufasy żywiący nienawiść do świeżo narodzonego księcia, który odebrał mu miano następcy tronu. Lwiątko dorasta i jest bardzo ciekawe świata. Mufasa pokazuje mu Lwią Ziemię i wyjaśnia obowiązki królewskie oraz „krąg życia”, który łączy wszystkie żyjące istoty. Zabrania synowi przebywać poza granicami ich królestwa.
Skaza ujawnia Simbie, że poza granicami znajduje się cmentarzysko słoni i chodzą tylko najdzielniejsze lwy. Podekscytowany Simba chce udać się tam ze swą najlepszą przyjaciółką, lwicą Nalą, jednak oboje są pilnowani przez królewskiego majordomusa dzioborożca Zazu. Po zgubieniu go oba lwiątka trafiają na cmentarzysko będące terenem hien. W ostatniej chwili lwiątka przed hienami ratuje Mufasa, wściekły na Simbę za nieposłuszeństwo i bezmyślne narażanie się na niebezpieczeństwo. Widząc skruchę u syna, Mufasa wybacza mu i wyjawia, że królowie z dawnych lat obserwują ich z gwiazd. Tymczasem Skaza, który celowo podpuścił Simbę, przybywa do hien z propozycją do uczestnictwa w jego planie zabicia zarówno Mufasy i Simby, w zamian za tereny łowieckie na Lwiej Ziemi.
Skaza zwabia Simbę do wąwozu pod pozorem ojcowskiej niespodzianki i każe hienom wpędzić duże stado gnu w panikę, aby go stratowało. Będący w pobliżu Mufasa ratuje Simbę, ale wisi niebezpiecznie na skalnej półce. Błaga o pomoc Skazę, który zrzuca brata na dno wąwozu pod wciąż biegnące gnu. Simba widząc jedynie upadek ojca zbiega na dół, gdy antylopy opuszczają całkowicie wąwóz. Z rozpaczą odkrywa, że Mufasa nie żyje stratowany przez gnu. Skazie udaje się wmówić Simbie, że to on odpowiedzialny jest za śmierć ojca i że musi opuścić Lwią Ziemię, jeżeli nie chce, aby spotkała go kara i gniew stada. Oszołomiony Simba rzuca się do ucieczki, nie wiedząc, że stryj nasłał na niego hieny. Simbie udaje się uciec, zeskakując z urwiska. Hieny rezygnują z pościgu, uważając że lwiątko nie przeżyło upadku. Skaza pewien, że jego bratanek nie żyje, mówi o śmierci Mufasy i Simby, i jako nowy król wpuszcza hieny do Lwiej Ziemi.
Ledwo żywego Simbę ratują przed sępami surykatka Timon i guziec Pumba, dwójka przyjaciół, których los również nie oszczędził. Oni jednak nie przejmują się swoją dolą. Przekazują mu swą życiową dewizę: hakuna matata – czyli nie martw się. Po upływie czasu dorosły Simba wiedzie beztroskie życie w oazie z Timonem, Pumbą i ich przyjaciółmi. Tymczasem wieczne głodne hieny wypędzają zwierzynę łowną prowadząc Lwią Ziemię do klęski żywiołowej. Nala ucieka, by znaleźć pomoc i w oazie atakuje Timona i Pumbę, po czym spotyka Simbę. Opowiada mu, że za panowania Skazy Lwia Ziemia stała się wymarłym miejscem. Simba nie chce zgodzić się na powrót, ciągle uciekając przed przeszłością. Prawidłową decyzję pomagają mu podjąć wszechwiedzący mandryl Rafiki oraz duch Mufasy.
Simba, wspierany przez Nalę, Timona i Pumbę, powraca na Lwią Skałę, gdzie rzuca wyzwanie Skazie. Simba przyznaje się do rzekomego udziału w śmierci Mufasy i stryj cofa go do krawędzi skały. Pewny siebie Skaza wyjawia mu, że to on zabił Mufasę, lecz Simba bierze odwet i zmusza Skazę do wyznania prawdy reszcie. Wybucha bitwa pomiędzy Simbą i jego sojusznikami a hienami. Osaczony Skaza mówi, że to hieny wszystko zaplanowały. Simba skazuje na wygnanie, lecz Skaza atakuje bratanka i rozwija się między nimi walka. Simba pokonuje Skazę, strącając ze skały. Na dole hieny rozszarpują na strzępy Skazę, w zemście za zdradę i wykorzystanie. Simba odzyskuje miano następcy tronu i pod jego rządami Lwia Ziemia rozkwita. Simba i Nala są parą, a po jakimś czasie rodzi im się dziecko.

## Obsada głosowa
| Polski dubbing |
| • Marcin Januszkiewicz jako Simba • Paweł Szymański jako młody Simba • Wiktor Zborowski jako Mufasa • Artur Żmijewski jako Skaza • Zofia Nowakowska jako Nala • Pola Piłat jako młoda Nala • Danuta Stenka jako Sarabi • Piotr Polk jako Zazu • Maciej Stuhr jako Timon • Michał Piela jako Pumba • Jerzy Stuhr jako Rafiki • Natalia Sikora jako Shenzi • Adam Woronowicz jako Kamari • Eryk Lubos jako Azizi |

- Donald Glover jako Simba
  - JD McCrary jako młody Simba
- James Earl Jones jako Mufasa
- Chiwetel Ejiofor jako Skaza
- Beyoncé Knowles jako Nala
  - Shahadi Wright Joseph jako młoda Nala
- Alfre Woodard jako Sarabi
- John Oliver jako Zazu
- Billy Eichner jako Timon
- Seth Rogen jako Pumba
- John Kani jako Rafiki
- Florence Kasumba jako Shenzi
- Keegan-Michael Key jako Kamari
- Eric André jako Azizi

## Produkcja

### Rozwój projektu
28 września 2016 studio Walt Disney Pictures ogłosiło, że po serii sukcesów kasowych remake’ów filmów Walt Disney Animation Studios takich jak Alicja w Krainie Czarów (2010), Czarownica (2014), Kopciuszek (2015), Księga dżungli (2016), Piękna i Bestia (2017), Jon Favreau wyreżyseruje remake Króla lwa (1994), w którym pojawią się piosenki z oryginału. 13 października tego samego roku ogłoszono, że Jeff Nathanson będzie autorem scenariusza. W listopadzie reżyser przyznał, że technologia rzeczywistości wirtualnej zostanie wykorzystana w nowym Królu lwie jeszcze w większym stopniu niż w Księdze dżungli.
1 listopada ogłoszono, że Hans Zimmer, który pracował przy filmie z 1994 roku, powróci, by skomponować ścieżkę dźwiękową do nowego Króla lwa.

### Casting
W połowie lutego 2017 ogłoszono, że w rolę Simby wcieli się Donald Glover a James Earl Jones powróci jako Mufasa. W marcu ogłoszono, że Beyoncé była faworytką Favreaua do roli Nali i zrobi on wszystko co będzie potrzebne, aby pozyskać ją do tej roli.
W kwietniu ogłoszono, że Billy Eichner i Seth Rogen zostali obsadzeni w rolach odpowiednio Timona i Pumby. W lipcu John Oliver został obsadzony do roli Zazu, a w sierpniu Alfre Woodard i John Kani jako odpowiednio Sarabi i Rafiki.
1 listopada potwierdzono, że Chiwetel Ejiofor zagra Skazę, a Beyoncé – Nalę. Tego samego dnia wyjawiono, że Eric André, Florence Kasumba i Keegan-Michael Key wcielą się w odpowiednio Azizi, Shenzi i Kamari.

### Zdjęcia
Produkcja filmu rozpoczęła się latem 2017 w Kalifornii.

## Promocja
22 listopada 2018 opublikowano pierwszy zwiastun filmu, który obejrzano 224,6 miliona razy w ciągu pierwszych 24 godzin. Natomiast 10 kwietnia 2019 drugi i ostateczny zwiastun, który zebrał w ciągu pierwszych 24 godzin 174 miliony widzów.

## Wydanie
Światowa premiera miała miejsce 9 lipca 2019 roku w Los Angeles. Podczas wydarzenia uczestniczyła obsada i produkcja filmu oraz zaproszeni specjalni goście. Premierze tej towarzyszył czerwony dywan oraz szereg konferencji prasowych.
Premiera dla szerszej publiczności w Stanach Zjednoczonych i w Polsce miała miejsce 19 lipca 2019 roku.

## Odbiór

### Box office
Film zarobił 543 milionów w Stanach Zjednoczonych i Kanadzie oraz prawie 1,12 miliarda dolarów na innych terytoriach. W sumie Król lew uzyskał ponad 1,66 miliarda dolarów.

### Reakcja krytyków
Film otrzymał mieszane oceny od krytyków. W serwisie Rotten Tomatoes 52% z 434 recenzji uznano za pozytywne, a średnia ocen wystawionych na ich podstawie wyniosła 6/10. Na portalu Metacritic średnia ważona ocen z 54 recenzji wyniosła 55 punktów na 100.

### Nagrody i nominacje
| Rok  | Ceremonia                 | Kategoria                                                | Nominowani                                                  | Rezultat  | Przypis |
| ---- | ------------------------- | -------------------------------------------------------- | ----------------------------------------------------------- | --------- | ------- |
| 2019 | People’s Choice Awards    | Ulubiona gwiazda filmu animowanego                       | Beyoncé Knowles                                             | Wygrana   | [ 27 ]  |
| 2019 | People’s Choice Awards    | Ulubiony film rodzinny                                   | Król lew                                                    | Nominacja | [ 27 ]  |
| 2019 | People’s Choice Awards    | Ulubiony film                                            | Król lew                                                    | Nominacja | [ 27 ]  |
| 2019 | Satelite Awards           | Najlepszy film animowany lub łączący w sobie różne media | Król lew                                                    | Wygrana   | [ 28 ]  |
| 2019 | Satelite Awards           | Najlepsza piosenka oryginalna                            | Beyoncé (za Spirit)                                         | Nominacja | [ 28 ]  |
| 2019 | Satelite Awards           | Najlepsze efekty wizualne                                | Andrew R. Jones, Robert Legato, Elliot Newman i Adam Valdez | Nominacja | [ 28 ]  |
| 2020 | Kids’ Choice Awards       | Ulubiony damski głos w filmie animowanym                 | Beyoncé                                                     | Wygrana   | [ 29 ]  |
| 2020 | Nagroda Akademii Filmowej | Najlepsze efekty specjalne                               | Robert Legato, Adam Valdez, Andrew R. Jones, Elliot Newman  | Nominacja | [ 30 ]  |

## Kontynuacja
We wrześniu 2020 ujawniono, że studio rozpoczęło pracę nad kontynuacją, jego reżyserem został Barry Jenkins. W sierpniu 2021 poinformowano, że Kelvin Harrison Jr. i Aaron Pierre zostali obsadzeni w rolach młodszych Skazy i Mufasy. We wrześniu 2022 ujawniono, że Billy Eichner, Seth Rogen i John Kani powtórzą swoje role odpowiednio jako Timon, Pumba i Rafiki oraz poinformowano, że film będzie nosił tytuł Mufasa: Król lew. Premiera filmu została zapowiedziana na grudzień 2024 roku.